# 2023 en économie (discipline)
Cet article présente les faits marquants de l'année 2023 en économie.

## Décès

### Février
- 1er février : Roman L. Weil - Économiste américain.
- 5 février : Knut Borchardt - Historien allemand spécialiste de l'histoire économique.
- 16 février : Gunnar Heinsohn - Auteur, sociologue et économiste allemand.
- 27 février : Li Yining - Économiste chinois.